# Casahuiria cornuta
Casahuiria cornuta là một loài ruồi trong họ Tachinidae.